# Bertrand Robert
Bertrand Robert (Saint-Benoît, Reunião, 16 de novembro de 1983) é um futebolista profissional francês que actua na posição de medio.

## Carreira
Bertrand começou a carreira no Montpellier.

## Vida Familiar
Ele é irmão do ex-futebolista Laurent Robert.